# Рамляни
44°46′ пн. ш. 15°25′ сх. д. / 44.76° пн. ш. 15.41° сх. д.
Рамляни (хорв. Ramljani) — населений пункт у Хорватії, в Лицько-Сенській жупанії у складі міста Оточаць.

## Населення
Населення за даними перепису 2011 року становило 167 осіб.
Динаміка чисельності населення поселення:

## Клімат
Середня річна температура становить 8,38 °C, середня максимальна – 22,59 °C, а середня мінімальна – -7,78 °C. Середня річна кількість опадів – 1293 мм.
| Клімат поселення                              | Клімат поселення | Клімат поселення | Клімат поселення | Клімат поселення | Клімат поселення | Клімат поселення | Клімат поселення | Клімат поселення | Клімат поселення | Клімат поселення | Клімат поселення | Клімат поселення | Клімат поселення |
| Показник                                      | Січ.             | Лют.             | Бер.             | Квіт.            | Трав.            | Черв.            | Лип.             | Серп.            | Вер.             | Жовт.            | Лист.            | Груд.            |                  |
| Середній максимум, °C                         | 5,88             | 7,16             | 10,54            | 14,50            | 19,22            | 22,57            | 22,59            | 22,24            | 18,07            | 13,55            | 8,26             | 4,39             |                  |
| Середня температура, °C                       | −0,96            | 0,33             | 3,70             | 7,68             | 12,37            | 15,75            | 18,02            | 17,67            | 13,48            | 8,98             | 3,68             | −0,18            |                  |
| Середній мінімум, °C                          | −7,78            | −6,49            | −3,14            | 0,84             | 5,54             | 8,91             | 13,44            | 13,10            | 8,93             | 4,41             | −0,88            | −4,78            |                  |
| Норма опадів, мм                              | 94               | 95               | 97               | 105              | 94               | 95               | 64               | 83               | 127              | 144              | 165              | 130              |                  |
| Середньомісячна швидкість вітру, м/с          | 2.01             | 2.14             | 2.40             | 2.37             | 2.20             | 2.00             | 1.96             | 1.84             | 1.90             | 2.00             | 2.20             | 2.21             |                  |
| Середньомісячна сонячна радіація, кДж/м²·день | 4478             | 7154             | 10561            | 15113            | 19255            | 21122            | 23027            | 19749            | 14570            | 9304             | 4861             | 3756             |                  |
| --------------------------------------------- | ---------------- | ---------------- | ---------------- | ---------------- | ---------------- | ---------------- | ---------------- | ---------------- | ---------------- | ---------------- | ---------------- | ---------------- | ---------------- |
| Джерело:                                      |                  |                  |                  |                  |                  |                  |                  |                  |                  |                  |                  |                  |                  |